# Fighting the World
Fighting the World – album muzyczny grupy Manowar, wydany w roku 1987. Płytę promował teledysk nakręcony do utworu "Blow Your Speakers", piętnujący komercję i łatwą muzykę w mediach.

## Lista utworów
1. "Fighting the World" – 3:36
2. "Blow Your Speakers" – 3:46
3. "Carry On" – 4:08
4. "Violence and Bloodshed" – 3:59
5. "Defender" – 6:01
6. "Drums of Doom" – 1:18
7. "Holy War" – 4:40
8. "Master Of Revenge" – 1:30
9. "Black Wind, Fire and Steel" – 5:17

## Twórcy
- Eric Adams – śpiew
- Joey DeMaio – gitara basowa
- Ross The Boss – gitara elektryczna, keyboard
- Scott Columbus – perkusja